# Andreas Fath
Andreas Fath (* 18. Februar 1965 in Speyer) ist ein deutscher Professor für Chemie an der Hochschule Furtwangen und Buchautor.

## Karriere
Nach seinem Wehrdienst studierte Fath ab 1986 an der Universität Heidelberg Chemie (Diplom: 1993). 1990/91 ging er im Rahmen eines Erasmus-Stipendiums ein Jahr und zwei Monate lang an die Universität Madrid in Spanien, 1994 im Rahmen eines DAAD-Stipendiums für zwei Monate an die University of St Andrews in Schottland und 1996 für wiederum zwei Monate als DAAD-Stipendiat an die Universität Valencia. 1996 schloss sich eine Promotion an.
Nach dem Studium arbeitete Fath unter anderem als freiberuflicher Autor, Dozent und Redakteur.
Seit Oktober 2011 ist Fath Professor an der Hochschule Furtwangen.

## Umweltpolitisches Engagement
2014 durchschwamm er in einem Tauchanzug aus Neopren den über 1200 Kilometer langen Rhein von der Quelle bis zur Mündung, um Sponsoren für ein Wasseranalysegerät zu werben und zugleich die Öffentlichkeit für den Gewässerschutz zu sensibilisieren. 2016 veröffentlichte er in dem Buch Rheines Wasser – 1231 Kilometer mit dem Strom seine Eindrücke und Untersuchungsergebnisse der Wasserproben aus dem Rhein. Für eine Fernsehdokumentation des SWR schwamm er vom Tomasee bis nach Nonnenwerth.
2017 schwamm Fath bei der Aktion TenneSwim in den USA den Tennessee River in 33 Tagen von Knoxville, TN bis Paducah, KY.
2022 war Fath auf der 2-monatigen und 2700 km langen Schwimmtour CleanDanube von Kelheim/Schwarzwald die Donau abwärts bis Sulina/Rumänien am Schwarzen Meer.

## Privatleben
Fath ist verheiratet und hat drei Söhne.

## Sport
Ab 1973 schwamm Fath sportlich für den Schwimmverein WSV Speyer, ab 1983 für SV Nikar Heidelberg. 1986 gewann er mit einer Staffel einen deutschen Meistertitel im Becken. Er nahm erfolgreich an Langstrecken-Wettbewerben im Schwimmen teil und absolvierte auch Triathlons.

## Auszeichnungen
- 2011: UMSICHT Science Award (Fraunhofer-Institut für Umwelt-, Sicherheits- und Energietechnik)
- 2023: Undine Award[9]
- 2025: Verdienstorden des Landes Baden-Württemberg[10]

## Publikationen
- 2016: Rheines Wasser – 1231 Kilometer mit dem Strom Carl Hanser Verlag, Heidelberg, ISBN 978-3-446-44871-1.
- 2019: Mikroplastik kompakt: Wissenswertes für alle (essentials). Springer Spektrum, Heidelberg, ISBN 978-3-658-25733-0.